# Иван Попов (революционер)
Вижте пояснителната страница за други личности с името Иван Попов.
Иван Попконстантинов Попов с псевдоним Родопски е български офицер и революционер, костурски войвода на Вътрешната македоно-одринска революционна организация.

## Биография

### Ранни години
Иван Попов е роден през 1871 година в неврокопското село Ляски, тогава в Османската империя. Баща му Костадин е поп на селото, но Иван Попов остава кръгъл сирак скоро. Получава основно образование в родното си село. От 1889 до 1895 година е на военна служба в Единадесети пехотен сливенски полк, където се запознава с Марко Лерински, който му оказва сериозни влияние. Заедно с брат си Димитър Попов (1864 – 1903), също военен, става близък на хора от ВМОК, формират чета, но не им е позволено да се прехвърлят в Македония. С войводата Кочо Лютата правят опит да сформират нова чета в Дупница. Властта не допуска четата да се формира, а Иван Попов се завръща на служба в Сливен до 18 април 1902 година.

### Във ВМОРО
Като фелдфебел от българската армия Димитър Стефанов го привлича към ВМОРО, а Гоце Делчев го изпраща за войвода на организационно-агитаторска чета в Костурския революционен район през 1902 година с цел да приготви населението за въоръжено въстание. Четниците Иван Попов, Константин Калканджиев, Дамян Илиев, Коста Василев, Кочо Василев от Кондороби, Цветко Христов от Кондороби и Димитър Наумов от Бабчор са посрещнати на пристанището в Пирея на 11 май 1902 година от председателя на македонското дружество Лазар Киселинчев. На 30 юни Иван Попов и други правят опит да навлезат в Македония, претърпяват инцидент и са арестувани в Лариса от гръцката власт за четири месеца. Със застъпничеството на Гоце Делчев пред гръцкия консул в България Иван Попов е освободен и пристига в Костурско в началото на септември 1902 година.
Дадена му е четата на Георги Папанчев, който заминава за Леринско. С 15 четници Попов обикаля и организира костурските села Дъмбени, Жупаница, Косинец, Брезница, Апоскеп, Кономлади, Поздивища, Българска Блаца и Загоричани, а през февруари-март 1903 година и костенарските Старичани, Жужелци, Осничани, Мангила, Езерец, Долени и Головраде. Среща се с Борис Сарафов и ревизорната му чета на 26 март и заедно с Никола Андреев дават сражение на 29 март при Смърдеш като прогонват турския аскер и башибозук от селото.
На Смилевския конгрес е избран за централен войвода на Костурско, а междувременно с Лазар Поптрайков и Никола Андреев свикват общи събрания на населението и въоръжена подготовка в селата Вишени, Олища, Бобища и Мокрени. В поверения си район Иван Попов събира до 1500 пушки. Иван Попов, Лазар Поптрайков и Манол Розов се изтеглят в Емборската планина и в Черешница се събират с четата на Васил Чекаларов. На 20 май в Лисец пристигат още Стерьо Ташков, Никола Добролишки, Илия Биолчев, Цильо Какалов, Лазар Киселинчев, Пандо Кляшев и Никола Тинчев.

### Илинденско-Преображенско въстание
В началото на Илинденско-Преображенското въстание участва в нападението над казармите във Вишени заедно с Васил Чекаларов, Митре Влаха и Стерьо Стерьовски на 21 юли 1903 година. Водят сражение с хиляден турски аскер в Дъмбенската планина, а на 23 юли Иван Попов пленява турски обоз над Клисура. Участва в нападението Биглища с още 700 души четници на 28 юли и същия ден води сражение и над село Връбник. Повторно при Биглища отказват сражение на турския аскер и се изтеглят в Смърдеш. На 3 – 4 август четите на Иван Попов и Лазар Поптрайков водят 10 часа сражение при Писодер. На 11 август пленяват оръжие и унищожават телеграфа при превземането на Невеска. Във Вич планина само Иван Попов с четата си дава тежки сражения и губи 27 четници на 14 август, а на 21 август незабелязано се прехвърля в Смърдешката планина. Оттам с Чекаларов, Кляшев и Поптрайков. Посещават преспанското село Герман, а после планината Лисец. Заедно с Лазар Поптрайков, Манол Розов, Васил Котев, Михаил Николов, Петър Погончев изтеглят обединената си чета в Леринско, за да взривят с бомби железопътния мост.
На 3 септември Иван Попов се изтегля в Нидже планина и при Пожарско авангарда на четата му се сблъсква с турски аскер. Вечерта преминават Църна и след няколко дни в Прилепско се съединяват с четите на Толе паша и дядо Кольо. Четата се разпуска поради слабите въстанически действия в района и Иван Попов със 100 души се обединява с четата на Петър Ацев, Пере Тошев и Гьорче Петров. На 2 октомври заедно с Лука Иванов и общо 116 души на път за Лерин попадат в засада на турски аскер, но с бомбени атаки карат противника да отстъпи.
На 6 октомври в Нидже взима решение за разпускане на четата и за складиране на оръжието. С Никола Андреев и Михаил Николов се прехвърлят в Гърция, но са арестувани в Лариса и едва в края на ноември пристигат в Бургас с параход, а в Сливен е тържествено посрещнат. Попов постъпва на работа в Министерството на земеделието.
При навлизането си пак в Македония участва и в борбата с гръцката въоръжена пропаганда. До Балканската война е войвода в Костурско.

### По време на Балканските войни
След мобилизацията от 18 септември 1912 година е доброволец в 4-та рота на Девета велешка дружина, а след това е определен за командир на партизанска чета № 5, част от Костурската съединена чета, заедно с чета № 4 на Васил Чекаларов и чета № 6 на Христо Силянов, които са част от Македоно-одринското опълчение. След началото на военните действия четата се насочва през Леринско за Костурско.
След 20 октомври сборната чета освобождава последователно Невеска, Прекопана и Загоричани и обезоръжава околните турски села и помашкото Жервени. След това са освободени и селата Апоскеп, Дъмбени, Габреш и Косинец. След разгрома на Пета гръцка дивизия при село Баница сборната чета на Васил Чекаларов води ариергардни сражения с турския аскер и осигурява изтеглянето на гръцките части. При общото изтегляне четата прави опит да защити селата от напредващите турци. На 29 октомври четата подпомага гръцките войски при превземането на Кайляри, а на 8 ноември разбива и пленява 600 турски войници при Писодер и Желево. Ден по-късно пленяват още 100 турски войници при Капещица, а на 13 ноември обединените чети влизат в Костур, като са тържествено посрещнати от членовете на българската община, начело с архиерейския наместник Панарет.
На 29 ноември гръцките части се оттеглят от областта Кореща, а съединената чета се поставя в защита на селищата там. След което е разформирована на 20 декември. Васил Чекаларов и Иван Попов се срещат в Лерин с бившия андартски капитан, офицера от артилерията, Георгиос Цондос.
През Междусъюзническата война Васил Чекаларов и Иван Попов повторно организират голяма чета, която да проникне в тила на гръцката армия. В средата на юни 1913 година от Дойран за Костурско заминават с войводи и четници, сред които Христо Цветков, Илия Димушев, Никола Иванов, Григор Джинджифилов, Дончо Лазаров, Панайот Карамфилович, Пандо Сидов и други. Потеглят на югоизток в авангарда на 41-ви и 42-ри пехотни полкове от българската армия. При Фурка на 17 юни 160 четници и войници разбиват сръбско-гръцки части, а при селата Стояково и Богданци 80 евзони и 1 подпоручик. Освобождават Гевгели и при Тушин, Мъгленско, бият отново гръцки части.
На 19 юни Гевгели попада отново в гръцки ръце и по-голямата част от четата се изтегля. Васил Чекаларов, Иван Попов, Никола Кузинчев, Христо Цветков и Пандо Сидов продължават към Костурско. На 2 – 3 юли попадат в засада при дефилето Дармани, Воденско, от която Васил Чекаларов измъква четата с хитрост. Престорва се на гръцки офицер, преследващ четата на Чекаларов и преминава поста. На 4 юли в Чеган четата е издадена, а Чекаларов е ранен леко. Четата се разделя на две и Иван Попов и Пандо Сидов заминават за Баница, но търпят поражение на 5 юли.
В сръбски плен е от 18 юли до 18 декември 1913 година. Награден е с орден „За храброст“ 3-та степен и е повишен в звание запасен подпоручик. През Първата световна война е командир на разузнавателно отделение.
Георги Константинов Бистрицки пише за него в 1919 г.:
| „ | Иван Попов, роден вън от пределите на Костурско, с военно образование, горещ патриот, великодушен и дясна ръка на Васил Чакаларов, и ден днешен е жив, за да гледа печално отдалече, как страдално Българско Костурско, за благото на което е посветил той младините си, още пъшка под новото и нечуто робство. | “ |

Иван Попов е открит мъртъв на 15 септември 1921 година в местността Паша бунар край Драгалевския манастир.

## Награди
- Орден „За храброст“ III степен
- Орден „За заслуга“